# فيديريكو مانسينيلي
فيديريكو مانسينيلي (بالإسبانية: Federico Mancinelli)‏ (8 مايو 1982 بباهيا بلانكا في الأرجنتين - ) هو لاعب كرة قدم أرجنتيني في مركز الدفاع. لعب مع هوراكان.

## وصلات خارجية
- فيديريكو مانسينيلي على موقع قاعدة بيانات كرة القدم.إي يو (الإنجليزية)
- فيديريكو مانسينيلي على موقع Soccerway.com (الإنجليزية)
- فيديريكو مانسينيلي على موقع AS.com (الإسبانية)